# 索命記憶
是一部於2013年上映的英国心理驚悚電影，由丹尼·博伊尔执导，喬·阿亨与約翰·霍奇担任编剧。占士·麥艾禾、羅莎里奧·道森和文森·卡索主演。2013年3月27日在英国上映，美国于2013年4月5日上映。

## 剧情
賽門（詹姆斯·麥艾維 飾演）是一個藝術拍賣師，為了償還鉅額賭債，他和黑幫集團結盟，想要裡應外合竊取價值高達數千萬美元的藝術品。但在搶劫中他頭部受到重創，醒來後發現自己喪失記憶，完全不記得他將畫藏到哪裡了。
犯罪集團用盡心機想逼他說出藏畫地點，卻不得其門而入，集團首腦（文森·卡索 飾演）請來催眠治療師（蘿莎瑞·道森 飾演），挖掘賽門黑暗的內心深處。她在賽門破碎的潛意識中越挖越深，風險也越來越大，遊走在慾望、現實、催眠暗示的虛實交界之處。

## 角色
- 占士·麥艾禾 飾 賽門（Simon）[4]
- 蘿莎瑞·道森 飾 伊麗莎白（Elizabeth）[4][7]
- 文森·卡索 飾 法蘭克（Franck）[4][7]
- 丹尼·薩帕尼（英语：Danny Sapani） 飾 Nate
- Matt Cross 飾 Dominic
- Wahab Sheikh 飾 Riz
- Mark Poltimore 飾 Francis Lemaitre
- 塔彭絲·米德爾頓（英语：Tuppence Middleton） 飾 紅色車上的年輕女人
- 賽門·凱滋（英语：Simon Kunz） 飾 外科醫生

## 發行
電影的全球首映定於2013年3月19日在倫敦舉行。

## 評價
爛番茄新鮮度68%，基於170條評論，平均分為6.5/10，而在Metacritic上得到61分，收穫大多好評。